# Pană
Penele sunt formațiuni epidermice caracteristice ale învelișului extern și a aripilor păsărilor moderne. Specifice păsărilor, penele au evoluat din solzii strămoșilor reptilieni.
Ele sunt alcătuite din cheratină, o proteină fibroasă. Penele alcătuiesc penajul care reprezintă un izolator termic, iar cele de pe aripi și coadă au rol în zbor. 

## Structură

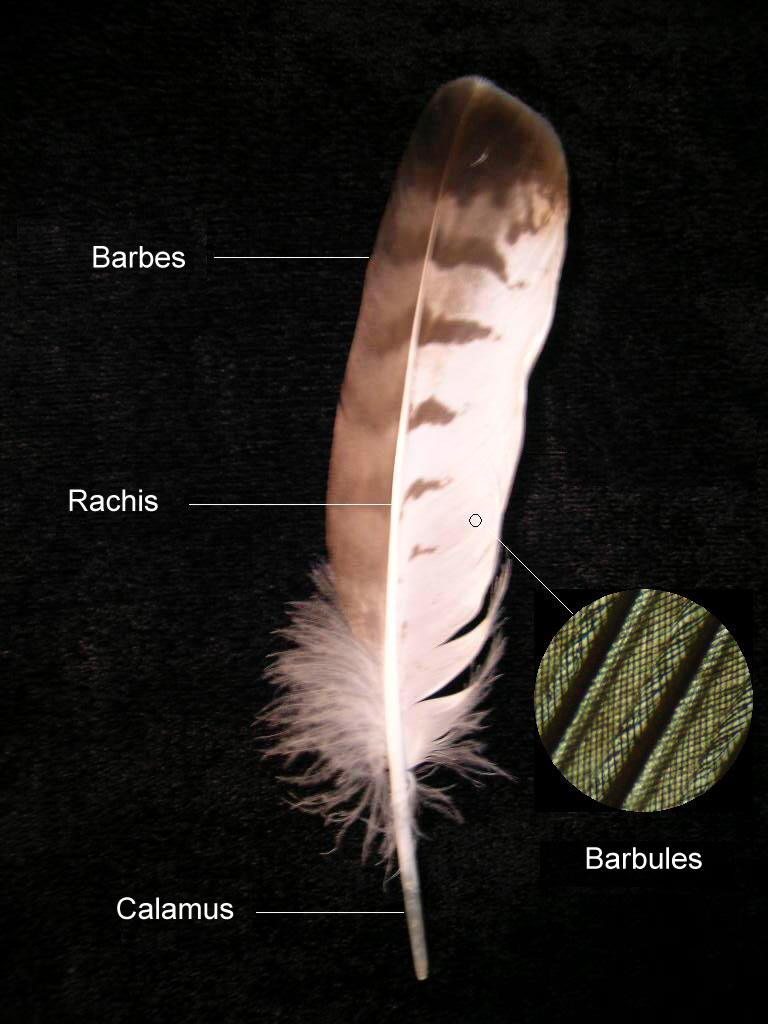
Structura unei pene.

O pană este alcătuită din calamus, partea care pătrunde în tegument atașându-se de foliculul penei, care se continuă cu axul penei (rahis). 
Sunt de trei feluri de pene: pene de contur, puf și pene filiforme. 

## Penele de contur
Penele de contur sunt penele vizibile care acoperă corpul, îl apără contra intemperiilor și îi dau forma și conturul; ele se împart în pene tari: remige (penele mari de pe aripi), rectrice (penele de pe coadă) și tectrice, penele mici și moi, ce alcătuiesc penele corpului ca și cele ornamentale. 
O pană de contur este formată dintr-o axă și din două serii de lame numite barbe , fixate pe laturile axei. Barbele au pe laturile lor două serii de lamele fine, numite barbule, prevăzute cu cârliguțe, cu ajutorul cărora barbulele de pe barbele vecine se prind între ele. Ansamblul barbelor unei pene constituie vexilul, numit și steag sau stindard. 

### Remigele
Remigele sunt penele mari ale aripilor, care servesc pentru zbor. Ele sunt pene de înaltă specializare, inserate pe muchia posterioară a aripilor de-a lungul oaselor brațului, antebrațului și ale autopodului. Restul aripii este acoperit cu pene mai mici, numite tectrice. Remigele sunt denumite astfel datorită funcției lor analogă ramelor de vâslit și servesc la baterea aerului în timpul zborului.  
Rahisul remigelor prezintă în genere o adâncitură în formă de jgheab de-a lungul părții ventrale, iar lamele externe sunt de regulă mai înguste decât cele interne. În plus, barbele lamei externe se inseră deseori de-a lungul rahisului sub un unghi mai ascuțit decât cele ale lamei interne. Ca și la celelalte pene de contur, baza remigelor este pufoasă. Implantarea remigelor se face prin calamus, inserat în membrana alară printr-un fel de teacă, iar fiecare scapus (axul central al penei) este legat cu ceilalți scapus prin ligamente elastice, ce facilitează mișcarea simultană a tuturor penelor în timpul zborului. Partea cărnoasă, baza remigelor, ca și spațiul bazal dintre ele sunt acoperite atât pe dedesubt, cât și pe deasupra aripii, de tectrice flexibile ce formează învelitorile mari, mijlocii și mici, ce se suprapun succesiv dinspre curbură în jos. 
Remigele prezintă forme diferite după tipul de zburătoare din care fac parte păsările respective.  Numărul remigelor variază de la un grup de păsări la altul. 
După locul unde se inserează ele și după mărimea lor, remigele sunt de mai multe feluri și anume: remige primare, remige secundare, remige terțiare și remige policiare (alula).

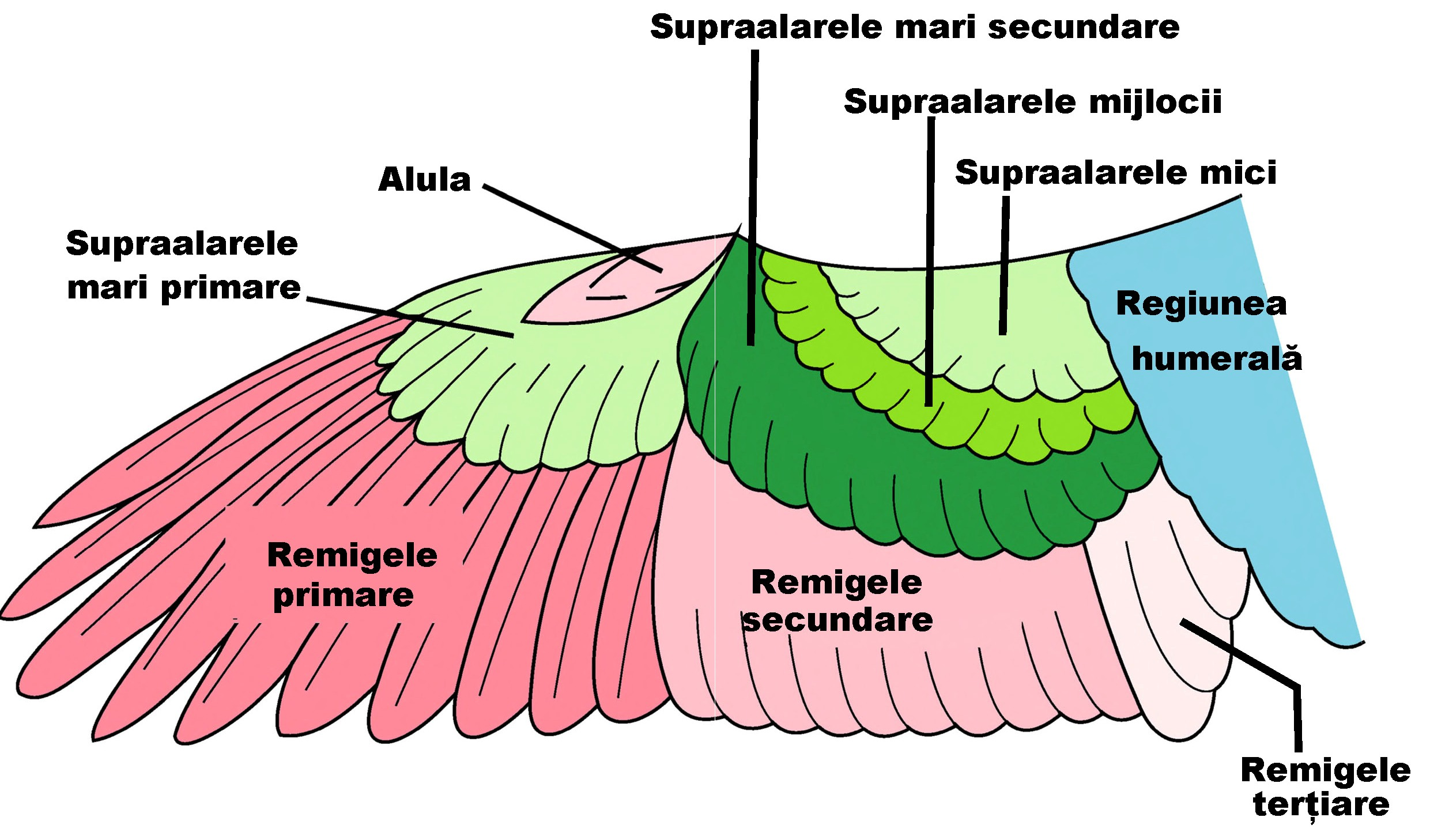

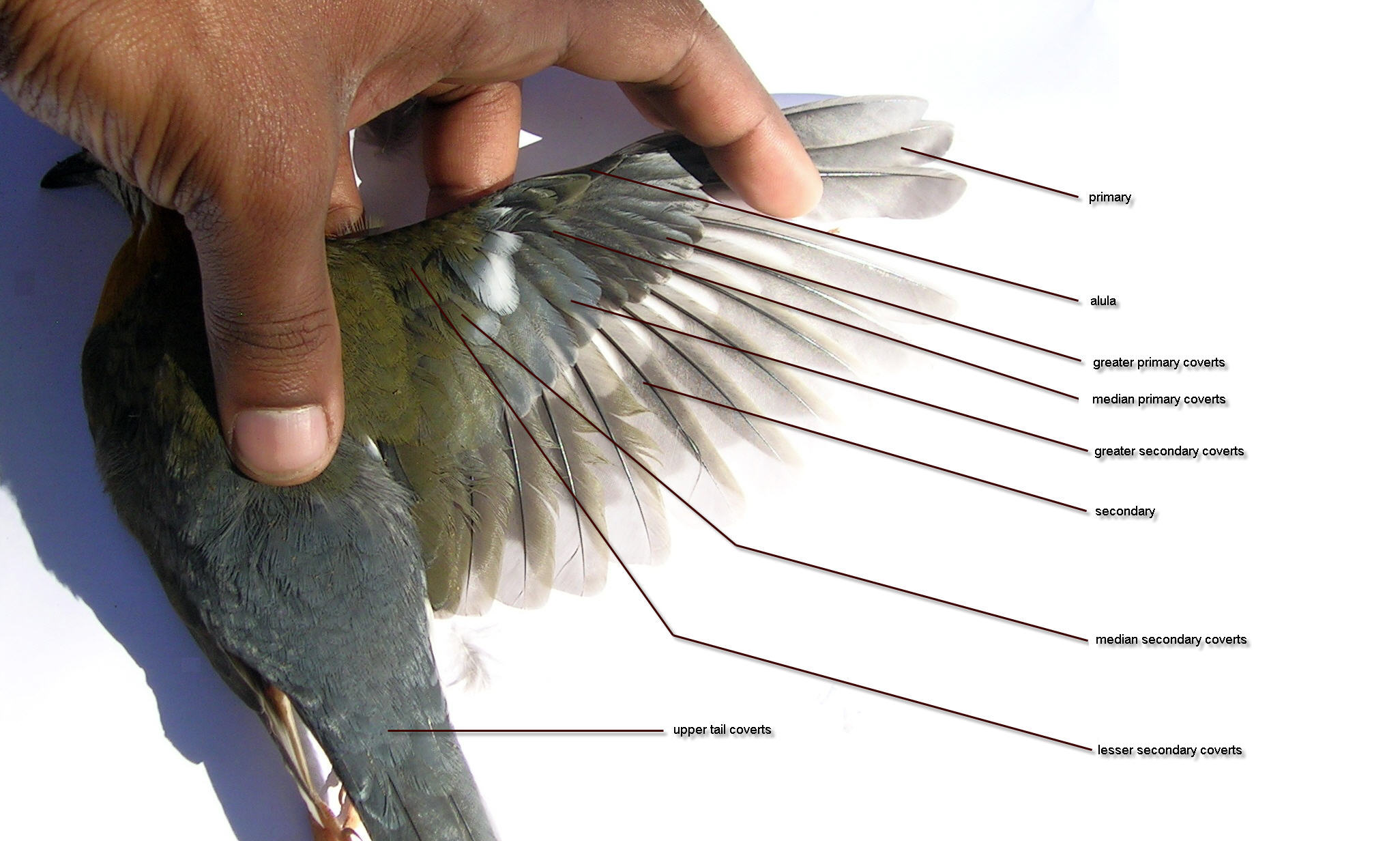

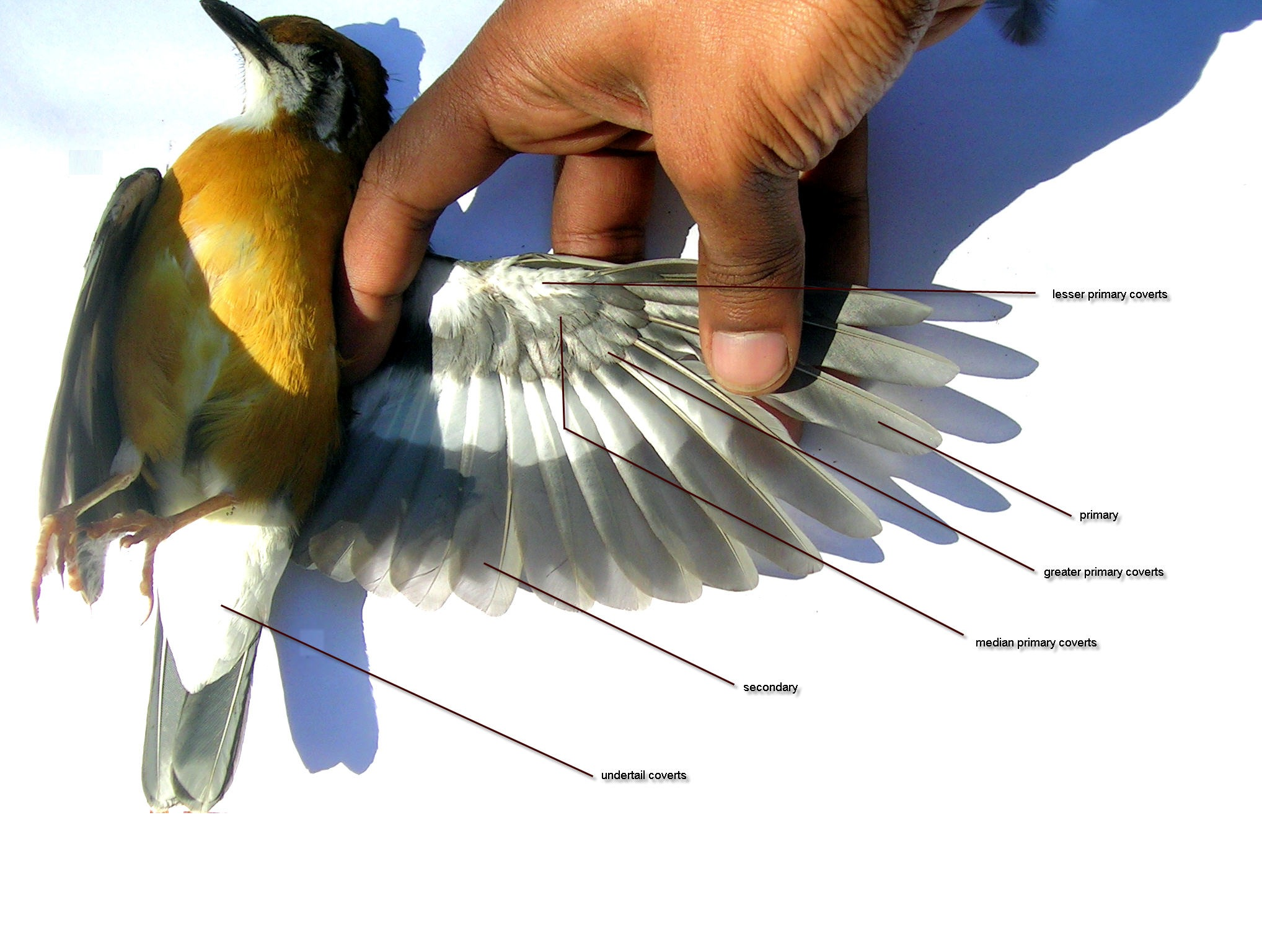

#### Remigele primare
Remigele primare sunt penele inserate pe marginea posterioară a aripii care corespunde autopodului (segmentul distal al aripii sau metacarpul). Ele  sunt penele tari ale aripii și cele mai lungi dintre remige, fiind și cele mai importante pentru îndeplinirea funcției de zbor a păsării.
Prima remige primară (numită pana batardă), este mai mică decât celelalte; la Motacillidae (codobatură și fâsă), Fringillidae (cinteză, sticlete) etc. este atât de mică și rudimentară încât dispare printre învelitorile primare, ceea ce face să se creadă că la aceste păsări lipsește. La alte specii, ea lipsește complet. Când este prezentă, constituie un criteriu foarte important pentru recunoașterea anumitor specii de păsări. Totuși, la unele păsări răpitoare (erete etc.) și la stufărică (Cettia) este aproape cât jumătatea remigei a 2-a. 
Numărul remigelor primare variază după grupuri, de la 8 (galiforme nezburătoare) până la 16 (struț), dar cel mai des întâlnite în număr de 10-12.

#### Remigele secundare
Remigele secundare sunt inserate pe marginea posterioară a zeugopodului (antebrațului), la partea externă a osului cubitus și continuă remigele primare spre baza aripii. Ele sunt mult mai scurte și mai puțin rigide decât remigele primare. Unele specii, ca de exemplu alaudidele (ciocârliile), au remigele secundare cele mai posterioare (de lângă corp) foarte lungi. 
La unele păsări, de exemplu la rațe, o parte din remigele secundare sunt colorate diferit și bătător la ochi în culori vii, constituind așa-numita oglindă, care folosește la determinarea speciilor și a sexelor.
Numărul remigelor secundare variază după grupuri, de la 9 până la 40, în funcție de modalitatea zborului diferitelor grupe de păsări:  5-7 la Trochilidae, 8 la Apodiformes și 35-30 la unele Procellariiformes.
Uneori a 5-a remige secundară lipsește; această atrofiere se numește acvintocubitalism (aquintocubitalism) sau diastataxie (la Ciconiiformes, Anseriformes, Falconiformes, Psittacidae etc.). Când remigele secundare sunt complete avem de-a face cu fenomenul numit cvintocubitalism (quintocubitalism) sau eutaxie (la Piciformes, Passeriformes etc.).

#### Remigele terțiare
Remigele terțiare sau remigele scapulare sunt inserate pe marginea posterioară a stilopodului (brațului) de-a lungul osului humerus, acoperind umărul și partea superioară a spatelui. Ele nu se pot distinge de cele secundare decât la zburătoarele mari.

#### Remigele policiare (alula)
Remigele policiare sau remigele policarului sunt niște pene mărunte, tari, care se inserează în lungul oasele corespunzătoare primului deget al autopodului aripii, de regulă în număr de 3-4, rareori 5 sau 6 (la Menura). Ele poartă numele de alula sau spuria și servesc pentru a da penelor aripilor o rigiditate cât mai mare în timpul zborului, apăsându-le la bază, dar și pentru ușurarea unor manevre în mișcarea aeriană; la unele păsări acvatice (Melanitta etc.),  ele servesc drept cârmă sau ramă în timpul înotului sub apă.

### Tectricele
Tectricele (fulgii, învelitorile) sunt pene mici, de regulă moi, care formează îmbrăcămintea corpului acoperind unele părți ale corpului păsărilor. Sunt situate pe cap, gât, spate, abdomen, aripi și coadă. Ele învelesc aripa și coda deasupra și dedesubt și baza remigelor sau rectricelor. 
Baza tectricelor este pufoasă, puful putând trece insensibil la lame, dar în genere separația se face distinct. Barbicelele sunt foarte reduse sau chiar lipsesc. Sunt singurele pene care posedă deseori hiporahis, care este un vexil secundar al penei și se desface de la nivelul ombilicului superior al calamusului și are forme variate. De regulă este în întregime pufos, cu toate că are rahis, barbe, barbule, ca și rahisul principal. Cea mai comună formă prezintă un ax scurt cu barbe divergente și lungi. La Tetrao și Lyrurus, hiporahisul atinge un grad înalt de dezvoltare, axul măsurând deseori trei sferturi din lungimea tectricei. La Passeriformes, din contră, el este foarte scurt, având doar câteva barbe rudimentare în apropierea bazei, urmate de 4-8 barbe libere foarte lungi, în întregime separate unele de altele.

#### Tectricele caudale
Tectricele caudale (învelitorile caudale) aflate pe coadă, acoperă dorsal și ventral baza rectricelor și sunt numite respectiv penele supracodale (învelitorile supracaudale) și penele subcodale (învelitorile subcaudale).

#### Tectricele alare
Tectricele alare (învelitorile alare) sunt pene de contur flexibile de diferite mărimi care acoperă etajat ambele părți ale aripii și baza remigelor, cuprinzând locul de inserție și spațiile goale dintre ele. Ele sunt bine "lipite" unele de altele și în acest fel dau aripii eficacitatea cea mai mare în zbor. Cele de pe partea externă a aripii se numesc tectrice supraalare (învelitorile supraalare), iar cele de pe partea internă a aripii - tectrice subalare (învelitorile subalare).
Baza remigelor primare și secundare este acoperită deasupra de un rând de tectrice mari numite supraalarele mari (tectrice majore, marile supraalare, învelitorile supraalare mari), egale în număr cu remigele pe care le acoperă și diferențiate ca și acestea, în supraalarele mari primare (tectrice majore primare) și supraalarele mari secundare (tectrice majore secundare).
Deasupra supraalarelor mari se găsește un rând de tectrice mijlocii numite și supraalarele mijlocii, în același număr cu supraalare mari sau pot fi mai reduse ca număr în regiunea supraalarelor mari primare. 
Apoi urmează mai multe rânduri (de regulă 3) de tectrice minore numite și supraalarele mici sau micile supraalare, care se află deasupra supraalarelor mijlocii.
Marginea anterioară a aripii este acoperită de tectrice marginale numite și supraalarele marginale,  care continuă spre bordul aripii supraalare mici și ocupă pliul aripii.
Tectricele subalare (învelitorile subalare) se află pe fata inferioară a aripii și au o așezare asemănătoare cu aceea a supraalarelor și o numire corespunzătoare: subalarele mari, mijlocii și mici, precum și tectricele marginale subalare. Subalare mari și mijlocii sunt de formă concavă, pentru a adera cât mai bine pe suprafața ventrală a remigelor, dând aripii o formă aerodinamică.
Regiunea humerală este acoperită deasupra de tectricele humerale superioare, iar dedesubt de axilare sau tectricele humerale inferioare.

### Rectricele
Rectricele (penele codale) sunt penele mari și puternice ale cozii, cu care se cârmuiește pasărea în timpul zborului, fiind numite și pene de cârmă. Ele se fixează în țesutul cărnos ce acoperă pigostilul (ultimele 4-6 vertebre codale sudate între ele). Pot fi rigide sau suple. Numărul lor variază de la 8 la 26, în funcție de specie sau grup, mai frecvent fiind numărul de 10 sau 12: 12 la paseriformele cântătoare, 20-24 la unele păsări exotice și 10 la majoritatea speciilor.
Rectricele servesc la echilibrarea corpului în timpul mersului, drept cârmă în timpul înotului sau al zborului, ca mijloc de frânare la aterizare și uneori și ca podoabă la unii masculi, penele codale pot fi mișcate în voie în toate direcțiile, fie răsfirându-le chiar în evantai, fie strângându-le. Forma și mărimea cozii depind de numărul, mărimea și forma rectricelor ce o alcătuiesc. La unele specii, rectricele sunt mici și moi (Podiceps); altor specii le lipsește coada complet (Kiwi).
Baza rectricelor este acoperită dorsal și ventral cu pene moi numite învelitori: supracaudale și subcaudale. Învelitorile sunt de regulă moi, fiind alcătuite din tectrice ce acoperă dorsal și ventral baza rectricelor. Penele supracodale (învelitorile supracaudale) acoperă partea superioară a bazei rectricelor, iar penele subcodale (învelitorile subcaudale) acoperă partea inferioară a bazei rectricelor.

## Puful
Puful sunt niște pene mici cu axă moale și cu barbe fine și neunite între ele, care sunt răspândite printre penele de contur și sunt acoperite de acestea.

## Penele filiforme
Penele filiforme sunt pene foarte mici înfipte pe marginea foliculului unei pene de contur.